# 衣装哲学

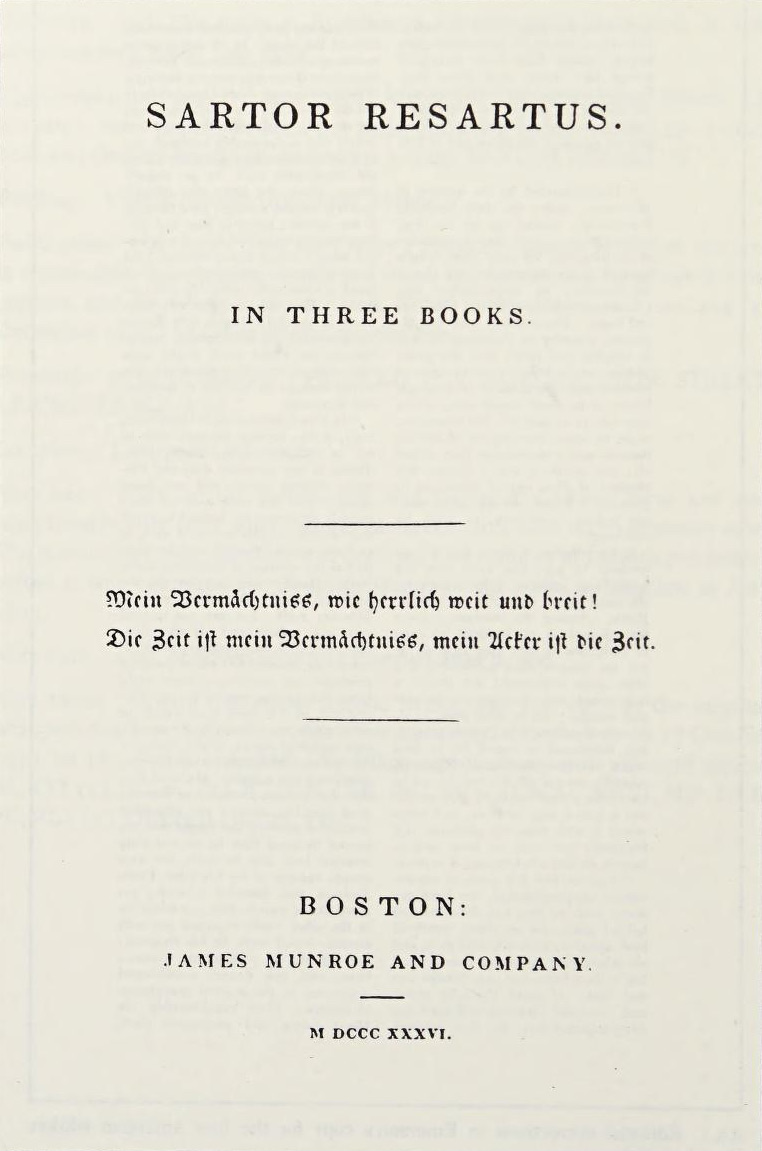

『衣装哲学』（いしょうてつがく、英語：Sartor Resartus）は、トーマス・カーライルの小説。1833年11月から1834年8月にかけて雑誌上で連載された。
日本語訳はカーライル全集のほか、岩波文庫より石田憲次訳が出版されている。